# Amt Neuhaus
Amt Neuhaus är en kommun med orten Neuhaus (Elbe) i Landkreis Lüneburg i förbundslandet Niedersachsen i Tyskland. Kommunen bildades 1 oktober 1993 genom en sammanslagning av de tidigare kommunerna Haar, Kaarßen, Neuhaus/Elbe (Neuhaus (Elbe)), Stapel, Sumte och Tripkau.